# 总寨墓群
总寨墓群，位于中国青海省互助县沙塘川乡总寨村，为第一批青海省文物保护单位，公布日期为1956年8月3日，类型为古墓葬。
总寨墓群的历史年代为汉。